# Binair wapen
Een binaire wapen is een chemisch wapen waarbij twee op zichzelf minder gevaarlijke bestanddelen pas bij de inzet van het wapen worden samengevoegd, waarna in een chemische reactie het gewenste middel (bijvoorbeeld een zenuwgas) ontstaat. Eventueel zijn daarbij ook enkele hulpstoffen betrokken, bijvoorbeeld als katalysator voor de reactie. Chemische wapens waarin de uiteindelijke werkzame stof zelf is opgeslagen, noemt men we unitaire wapens om het contrast met binaire wapens te benadrukken.
Aantrekkelijke eigenschappen van binaire wapens zijn dat de afzonderlijke middelen minder giftig zijn (en dus veiliger bij transport, opslag en inzet) en dat de relatief beperkte houdbaarheid van veel strijdgassen geen rol meer speelt. Nadeel is dat de constructie van deze wapens complexer moet zijn: er moet een mechanisme zijn dat de uitgangsstoffen (precursors) mengt en de reactie met voldoend grote opbrengst laat verlopen.
Vooral de Verenigde Staten en de Sovjet-Unie hebben in de jaren 80 veel moeite gestoken in de ontwikkeling van binaire varianten van met name zenuwgassen.
In het Verdrag chemische wapens, dat in 1997 in werking is getreden, zijn niet alleen de werkzame stoffen zelf verboden, maar vaak ook de binaire precursors, in ieder geval wanneer die geen duidelijke legitieme toepassingen hebben.
Men vermoedt dat bij de moordaanslag op Kim Jong-nam op de luchthaven van Kuala Lumpur in 2017 ook gebruik is gemaakt van een binaire vorm van VX. Dat zou dan verklaren waarom er twee daders waren en waarom die zelf niet (ernstig) gewond raakten bij de aanslag.

## Geschiedenis

Schema van de synthese van sarin uit methylfosfonyldifluoride (DF) en isopropanol

Als een van de allereerste voorbeelden van een binair (niet-chemisch) wapen kan men pogingen noemen aan het einde van de 19e eeuw om het instabiele explosief nitroglycerine niet direct te gebruiken in granaten, maar pas op de plaats van inzet te mengen.
In de jaren na de Tweede Wereldoorlog begon het Amerikaanse leger met onderzoek naar binaire chemische wapens. Aanvankelijk keek men naar mosterdgas, maar in de jaren 50 verschoof de aandacht naar zenuwgassen. De laatste stap in de productie van bijvoorbeeld sarin is een reactie van twee stoffen, en men realiseerde zich dat het mogelijk zou zijn die afzonderlijk in een granaat op te slaan en pas te mengen als de granaat in de lucht was.
Pas in de jaren 60 en 70 echter zou het Chemical Corps van het Amerikaanse leger daadwerkelijk binaire munitie gaan ontwikkelen. Het ging daarbij enerzijds om sarin, dat al door de Duitsers in de Tweede Wereldoorlog was ontwikkeld, en anderzijds om VX, een nieuwer middel dat door de Amerikanen was ontwikkeld. 
Sarin kan onder andere worden geproduceerd uit methylfosfonyldifluoride (DF) en isopropanol, en dat is het proces dat de Amerikanen later toepasten in de M687-granaat. Eén compartiment bevatte DF, het andere compartiment een mengsel van isopropanol, een stabilisator en een katalysator. Een relatief dunne wand tussen de compartimenten zou bij het afschieten van de granaat scheuren door de grote versnelling, en door het draaien van de granaat werden dan de twee stoffen gemengd.
Voor VX gebruikte men een proces waarbij poedervormige zwavel wordt geïnjecteerd in 'QL', een precursor voor VX. De op dit principe gebaseerde Bigeye-bom (bedoeld om vanaf vliegtuigen te worden afgeworpen) werd vooralsnog alleen als prototype gemaakt.

### Jaren 80
In de jaren 80 werd door vele landen gewerkt aan de ontwikkeling van binaire chemische wapens. Behalve in de VS en de Sovjet-Unie werd onderzoek naar binaire wapens ook gedaan in Irak, Frankrijk, het Verenigd Koninkrijk en enkele landen van het Warschaupact.

#### Sovjet-Unie
In de Sovjet-Unie werd in het kader van het geheime Foliant-programma een binaire vorm gemaakt van een VX-variant die bekend stond als R-33. De binaire formulering kreeg de codenaam novitsjok en was daarmee de eerste van een reeks door de Sovjet-Unie ontwikkelde zenuwgassen. Novitsjok-5 was bijvoorbeeld een binaire formulering met twee stoffen die goed konden doorgaan voor chemicaliën met een legitiem gebruik in industrie en landbouw. Dat zou het voor de Sovjet-Unie gemakkelijker maken om het werkelijke doel van de productie van die stoffen verborgen te houden voor internationale inspecteurs.

#### Verenigde Staten
In de jaren 80 werd in de VS de weg vrijgemaakt voor grootschalige productie van binaire munitie met sarin en VX. Een van de aanleidingen hiervoor was de deplorabele toestand van de Amerikaanse voorraad unitaire wapens. De Amerikanen meenden dat de toestand van de Koude Oorlog op dat moment vereiste dat de Amerikanen een geloofwaardige chemische dreiging tegenover die van de Sovjet-Unie konden stellen. Het zou de Amerikaanse en West-Europese landstrijdkrachten een onaanvaardbaar nadeel bezorgen wanneer zij zich tegen mogelijke chemische aanvallen van de Sovjet-Unie zouden moeten wapenen terwijl de Sovjettroepen daar geen rekening mee zouden hoeven te houden.
De VS wilde daarom grote hoeveelheden binaire saringranaten van het type M687 produceren, waarvan er ook vele in West-Europa zouden worden opgeslagen, vooral in het toenmalige West-Duitsland. Ook was het de bedoeling om de binaire VX-bommen grootschalig beschikbaar te maken. Veranderingen in de publieke opinie en de internationale politieke realiteit, alsmede aanhoudende technische problemen, leidden ertoe dat het productieprogramma voor binaire wapens nooit de omvang bereikte die aanvankelijk was voorzien. Van de M687-granaten met sarin werden er uiteindelijk veel minder geproduceerd dan gepland, onder meer doordat de Amerikaanse industrie niet meer genegen was grondstoffen te leveren voor dergelijke toepassingen. Het Bigeye-project raakte vertraagd door aanhoudende technische problemen bij de ontwikkeling.

#### Irak
Irak werkte ook aan de ontwikkeling van binaire wapensystemen, nadat het in de Iran-Irakoorlog al regelmatig mosterdgas en andere strijdgassen had in gezet tegen Iraanse troepen. Als oplossing voor de korte houdbaarheid van de nogal onzuivere zenuwgassen die Irak produceerde, maakte men het mogelijk DF en isopropanol ter plekke te mengen in een Scudraket alvorens die te lanceren. Ook experimenteerde men met binaire saringranaten.

### Ontwapening
In 1990 kwamen de VS en de Sovjet-Unie overeen grote delen van hun voorraad chemische wapens te vernietigen. De Amerikaanse overheid legde de productie en ontwikkeling van binaire wapens stil, waarna in 1993 het Verdrag chemische wapens werd ondertekend, waarin het gebruik en voorhanden hebben van chemische wapens werd verboden, alsmede de precursors die in binaire wapens worden gebruikt.